# Jump Force
A Jump Force (ジャンプフォース; Hepburn: Janpu Fōsu) verekedős játék, melyet a Spike Chunsoft fejlesztett, és a Bandai Namco Entertainment jelentetett meg. A játék egy crossover azokból a mangákból, melyek a Shueisha Súkan Sónen Jump című magazinjában szerepeltek, a lap 50-edik évfordulója alkalmából. A játék 2019. február 15-én jelent meg Windowsra, PlayStation 4-re, és Xbox One-ra, illetve 2020-ban Nintendo Switchre.

## Bevezetés
Amikor a valóvilág érintkezésbe lép a sok Sónen Jump-univerzummal, az emberiséget letámadják a "Venomok", egy sereg agymosott gonosz, akit Kane és Galena vezet. Annak érdekében, hogy visszavágjanak, sok hőst toboroztak össze, hogy csatlakozzanak a "Jump Force"-hoz Glover parancsnok, és M.I segítője Navigator vezetése alatt. De egy gyanús alak kihasználja a Jump Force-ot és a Venom-okat is, annak érdekében, hogy hozzájusson egy misztikus régiséghez, és az összes világot egybeolvassza.

### Cselekmény
Dermesztő megtámadja New York City-t egy sereg Venom-mal, konfrontálva Gokuval, viszont egy kósza lézer nyaláb Dermesztőtöl halálra sebesít egy, a harczónában rekedt civilt.

## Szereplők
| Szereplő                     | Sorozat                            |
| ---------------------------- | ---------------------------------- |
| Son Goku                     | Dragon Ball                        |
| Vegita                       | Dragon Ball                        |
| Trunks                       | Dragon Ball                        |
| Ifjú Sátán                   | Dragon Ball                        |
| Dermesztő                    | Dragon Ball                        |
| Cell                         | Dragon Ball                        |
| Bubu (DLC)                   | Dragon Ball                        |
| Monkey D. Luffy              | One Piece                          |
| Roronoa Zoro                 | One Piece                          |
| Sanji                        | One Piece                          |
| Sabo                         | One Piece                          |
| Boa Hancock                  | One Piece                          |
| Blackbeard                   | One Piece                          |
| Trafalgar D. Water Law (DLC) | One Piece                          |
| Uzumaki Naruto               | Naruto                             |
| Ucsiha Szaszuke              | Naruto                             |
| Hatake Kakasi                | Naruto                             |
| Gára                         | Naruto                             |
| Otsutsuki Kaguya             | Naruto                             |
| Ucsiha Madara (DLC)          | Naruto                             |
| Uzumaki Boruto               | Boruto: Naruto Next Generations    |
| Pegasus Seiya                | Saint Seiya                        |
| Dragon Shiryū                | Saint Seiya                        |
| Ryo Saeba                    | City Hunter                        |
| Kenshiro                     | Fist of the North Star             |
| Kuroszaki Icsigo             | Bleach                             |
| Kucsiki Rukia                | Bleach                             |
| Abarai Rendzsi               | Bleach                             |
| Aizen Szószuke               | Bleach                             |
| Hicugaja Tósiró (DLC)        | Bleach                             |
| Grimmjow Jaegerjaques (DLC)  | Bleach                             |
| Sihóin Joruicsi (DLC)        | Bleach                             |
| Gon Freecss                  | Hunter × Hunter                    |
| Killua Zoldyck               | Hunter × Hunter                    |
| Kurapika                     | Hunter × Hunter                    |
| Hisoka Morow                 | Hunter × Hunter                    |
| Biscuit Krueger (DLC)        | Hunter × Hunter                    |
| Meruem (DLC)                 | Hunter × Hunter                    |
| Jotaro Kujo                  | JoJo's Bizarre Adventure           |
| DIO                          | JoJo's Bizarre Adventure           |
| Giorno Giovanna (DLC)        | JoJo's Bizarre Adventure           |
| Yusuke Urameshi              | Yu Yu Hakusho                      |
| Ifjabb Toguro                | Yu Yu Hakusho                      |
| Hiei (DLC)                   | Yu Yu Hakusho                      |
| Himura Kensin                | Ruróni Kensin                      |
| Shishio Makoto               | Ruróni Kensin                      |
| Mutó Júgi                    | Yu-Gi-Oh!                          |
| Kaiba Szeto (DLC)            | Yu-Gi-Oh!                          |
| Midoriya Izuku               | Hősakadémia                        |
| All Might (DLC)              | Hősakadémia                        |
| Bakugo Katsuki (DLC)         | Hősakadémia                        |
| Todoroki Shoto (DLC)         | Hősakadémia                        |
| Asta                         | Black Clover                       |
| Dai                          | Dragon Quest: The Adventure of Dai |
| Jagami Light                 | Death Note                         |
| Ryuk                         | Death Note                         |
| Galena                       | Saját karakterek                   |
| Kane                         | Saját karakterek                   |
| Prometheus                   | Saját karakterek                   |
| Navigator                    | Saját karakterek                   |